# 黄毅辉
黄毅辉（？—），男，汉族，中华人民共和国政治人物。现任香江聚贤荣誉主席。台湾中华武学会创始人。第十三、十四届全国政协委员。